# 9665 Inastronoviny
A 9665 Inastronoviny (ideiglenes jelöléssel 1996 LA) a Naprendszer kisbolygóövében található aszteroida. A Klet program keretében fedezték fel 1996. június 5-én.